# Palacio de Borghetto
El palacio de Borghetto o palacio de los marqueses de Borghetto es un edificio de la ciudad española de Madrid.

## Historia y características
El primer marqués del Borguetto, Felipe Morenés y García-Alesson, quería fijar su residencia en Madrid y encargó la construcción del palacio al arquitecto Ignacio de Aldama en 1913. Su construcción tuvo lugar entre 1913 y 1919. Se encuentra emplazado en el número 25 de la calle Miguel Ángel, en el barrio de Almagro, distrito de Chamberí. Tras cesar de su uso original como residencia privada, tuvo otros usos. Tras el final de la Guerra civil pasó a acoger la sede de la Embajada de Japón. Posteriormente sirvió como sede de la Diputación Provincial de Madrid (estrenada en 1956 tras su adquisición en 1953). Entre 1983 y 1985, el palacio albergó la sede de la Presidencia de la Comunidad de Madrid. Desde el 24 de julio de 1986, acoge la sede de la Delegación del Gobierno en la Comunidad de Madrid.
El edificio, que conserva en su interior elementos decorativos orientales de su anterior uso como embajada nipona, fue objeto de una restauración en 1987.
Una de las estancias más importantes del palacio fue bautizada como la ‘Sala Rosa’ debido al color rosado de sus paredes, muebles y tapicerías.